# Christian Gottlob Neefe

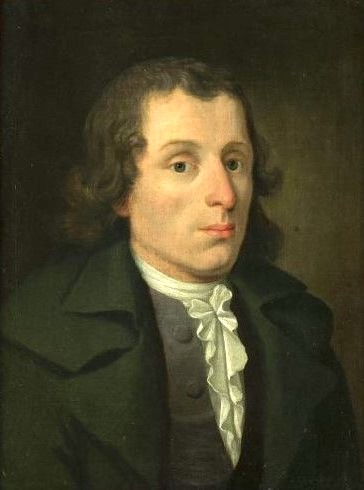
Christian Gottlob Neefe.

Christian Gottlob Neefe, född den 5 februari 1748 i Chemnitz, död den 26 januari 1798 i Dessau, var en tysk tonsättare och musikskriftställare. 
Neefe anställdes efter avslutad juridisk kurs vid universitetet i Leipzig som civil tjänsteman. Han ägnade sig därefter åt tonkonsten, blev musikdirektör vid ett kringresande teatersällskap och hovorganist i Bonn. Neefe var Beethovens förste lärare. Han blev slutligen konsertmästare vid hovkapellet i Dessau. Neefe skrev musikuppsatser i flera tidskrifter, översatte åtskilliga operatexter, komponerade en mängd operor och klaversonater med mera samt arrangerade klaverutdrag.